# Giuliano Giannichedda
Giuliano Giannichedda (* 21. September 1974 in Pontecorvo (FR)) ist ein ehemaliger italienischer Fußballspieler auf der Position des defensiven Mittelfelds.
Seine großen Stärken sind vor allem seine Zweikampfstärke und seine große Ausdauer.

## Karriere

### Im Verein
Giuliano Giannichedda begann seine professionelle Fußballkarriere bei der AS Sora in der italienischen Serie C2, wo er drei Spielzeiten verbrachte.
Im Jahr 1995 wechselte er in die Serie A zu Udinese Calcio. In der Saison 1996/97 war er das erste Mal Stammspieler bei Udinese und fiel anfangs vor allem durch viele Fouls und Gelbe Karten auf.
Zur Saison 2001/02 wechselte Giannichedda zu Lazio Rom. Als dort im Sommer 2005 sein Vertragsverhältnis auslief, ging er ablösefrei vom Hauptstadtclub zum Italienischen Rekordmeister Juventus Turin. Während er bei Lazio als unerlässlich galt, war er bei Juventus anfangs nur Reservist, da seine Position von Emerson und Patrick Vieira besetzt wurde. Nach Juves Zwangsabstieg in die Serie B wegen der Verwicklung in den Italienischen Fußballskandal 2005/06 und den damit verbundenen Abgängen vieler Leistungsträger, spielte Giannichedda 2006/07 eine wichtigere Rolle in der Mannschaft. Er absolvierte 20 Ligapartien und schaffte, mit dem von Didier Deschamps trainierten Mannschaft, den direkten Wiederaufstieg in die Serie A.
Im Juli 2007 wurde sein Vertrag bei Juve aufgelöst, Giannichedda wechselte daraufhin zur AS Livorno.

### In der Nationalmannschaft
Giuliano Giannichedda absolvierte 1999 unter Nationaltrainer Dino Zoff drei Länderspiele für Italien.

## Erfolge
- Italienische Serie-B-Meisterschaft: 2006/07 (mit Juventus Turin)
- Coppa Italia: 2003/04 (mit Lazio Rom)